# Pustý zámek (Doupovské hory)
Pustý zámek (německy Ödschloßberg) je vrch v Doupovských horách. S nadmořskou výškou 933,1 metrů (nižší vrchol měří 927,6 metrů) je druhou nejvyšší horou pohoří. Vrch se nachází v centrální části vojenského újezdu Hradiště, a je proto veřejnosti nepřístupný.
Pustý zámek se nachází asi deset kilometrů severovýchodně od Bochova v okrese Karlovy Vary, na území vojenského újezdu Hradiště. Vrch svým nápadným kuželovitým tvarem tvoří dominantu Doupovských hor. Hřbet vbíhající západním směrem od vrcholu představuje hodnotnou ukázku lávových proudů třetihorního doupovského vulkanického pohoří. Ve vrcholových partiích se nalézají skalní výchozy se zhruba metr hlubokými válcovitými dutinami vytvořenými erupcemi plynů obsažených v lávě. Podle jiných autorů dutiny vznikly rozšířením otvorů po vyhnilých kmenech stromů.
Pustý zámek je zalesněn hodnotnými starými květnatými bučinami, jež však byly v poslední době částečně nahrazeny smrkovou výsadbou. V bučinách a suťových lesích na úbočích se vyskytuje lejsek malý, žluna šedá a čáp černý. Jižní svahy spadají do údolí Pstružného potoka, v němž žije vranka obecná a v jeho okolí roste kruštík ostrokvětý.